# 9 pluviôse
9 nivôse 9 ventôse
Le nonidi 9 pluviôse, officiellement dénommé jour du peuplier, est le 129e jour de l'année du calendrier républicain.
C'était généralement le 28e jour du mois de janvier dans le calendrier grégorien.